# Hexatoma palomarensis
Hexatoma palomarensis är en tvåvingeart som beskrevs av Alexander 1947. Hexatoma palomarensis ingår i släktet Hexatoma och familjen småharkrankar. Inga underarter finns listade i Catalogue of Life.